# Edgar Leonard
Edgar Welch Leonard (West Newton, 19 giugno 1881 – New York, 7 ottobre 1948) è stato un tennista statunitense.

## Carriera
Leonard disputò i due tornei tennistici  ai Giochi olimpici di Saint Louis 1904, nei quali vinse una medaglia d'oro nel doppio maschile, assieme a Beals Wright, e una medaglia di bronzo nel singolare.
Partecipò varie volte agli U.S. National Championships e come migliori risultati conseguì la semifinale nel singolare del 1904 e i quarti di finale nel singolare del 1901 e del 1906.

## Palmarès
In carriera ha conseguito i seguenti risultati:
- Giochi olimpici

St. Louis 1904: una medaglia d'oro nel doppio maschile e una medaglia di bronzo nel singolare.